# Liste des œuvres d'art de la Défense
Le site de La Défense, dans les Hauts-de-Seine à l'ouest de Paris, compte de nombreuses œuvres d'art accessibles sur l'espace public. Il s'agit d'une politique délibérée, menée depuis la création du site en 1958. 

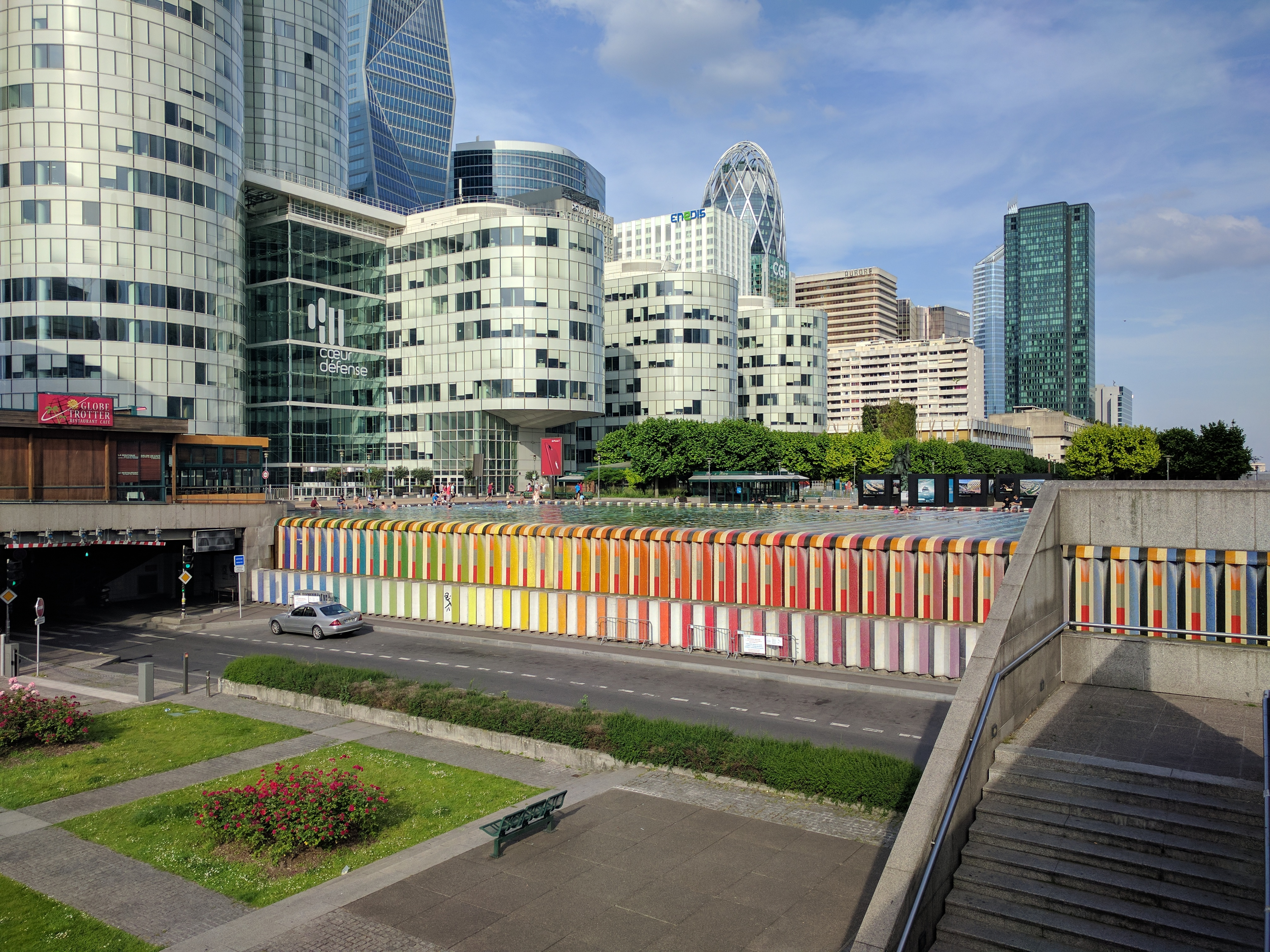
Fontaine monumentale de Yaacov Agam

Cet article recense les œuvres d'art de La Défense.

## Généralités
Depuis 2007, la collection est gérée et entretenue par Defacto, l'établissement public chargé d'exploiter le site. Selon celui-ci, elle formerait le plus grand musée français d'art contemporain à ciel ouvert. En 2015, le nombre d'œuvres exposées tourne autour de soixante-dix,,. Si la statue de Louis-Ernest Barrias, La Défense de Paris (qui donne son nom au quartier), est inaugurée en 1883, toutes les autres œuvres sont des créations à peu près contemporaines de leur implantation à partir des années 1960.
La plupart des œuvres sont dispersées à l'extérieur, sur l'ensemble de La Défense. On en trouve toutefois plusieurs à l'intérieur du centre commercial des Quatre Temps ou dans la Gare RER. Beaucoup d'œuvres sont des sculptures monumentales, implantées au pied des gratte-ciels. Mais on y dénombre également plusieurs fontaines (Fontaine de Yaacov Agam, Fontaine du dialogue de Gualtiero Busato, Fontaine des Corolles de Louis Leygue, Fontaine à boire de Claude Torricini), des camouflages de cheminées d'aération (Mosaïque et Vive le vent de Michel Deverne, Cheminée végétale d'Édouard François, Les Trois Arbres de Guy-Rachel Grataloup, Le Moretti de Raymond Moretti, Cheminées de Philolaos) ou même du mobilier urbain (Les Bancs et la Pyramide noire d'Émile Aillaud).

## Liste

### Œuvres actuelles
| Artiste                                                        | Œuvre                                      | Création  | Implantation | Quartier                                             | Localisation            | Coordonnées                      | Illus. |
| -------------------------------------------------------------- | ------------------------------------------ | --------- | ------------ | ---------------------------------------------------- | ----------------------- | -------------------------------- | ------ |
| Maxime Adam-Tessier                                            | Boréale                                    | 1979      | 1979         | Axe de la Défense                                    | Gare RER                | 48° 53′ 31″ nord, 2° 14′ 15″ est |        |
| Benedetto Bufalino                                             | La voiture sur le lampadaire               | 2019      | 2020         | Quartier Valmy juste en face de l’immeuble de Spaces |                         | 48° 53′ 33″ nord, 2° 14′ 02″ est |        |
| Yaacov Agam                                                    | Fontaine monumentale                       | 1975-1977 | 1988         | Axe de la Défense                                    |                         | 48° 53′ 25″ nord, 2° 14′ 34″ est |        |
| Émile Aillaud                                                  | Les Bancs et la Pyramide noire             | 1985      | 1985         | Axe de la Défense                                    |                         | 48° 53′ 29″ nord, 2° 14′ 25″ est |        |
| Atila                                                          | Le Sculpteur de nuages                     | 1969      | 1972         | Corolles                                             |                         | 48° 53′ 26″ nord, 2° 14′ 45″ est |        |
| André Barelier                                                 | Le Téléphone                               | 1999      | 1999         | Faubourg de l'Arche                                  |                         | 48° 53′ 45″ nord, 2° 14′ 14″ est |        |
| Louis-Ernest Barrias                                           | La Défense de Paris                        | 1883      | 1983         | Axe de la Défense                                    |                         | 48° 53′ 26″ nord, 2° 14′ 31″ est |        |
| Paul Belmondo                                                  | Stèle en hommage à Emmanuel Pouvreau       | 1970      | 2007         | Axe de la Défense                                    |                         | 48° 53′ 30″ nord, 2° 14′ 26″ est |        |
| Patrick Blanc                                                  | Mur végétal                                | 2006      | 2006         | Degrés                                               | Quatre Temps            | 48° 53′ 28″ nord, 2° 14′ 13″ est |        |
| Lilian Bourgeat                                                | Banc public                                | 2018      | 2018         |                                                      |                         | 48° 53′ 18″ nord, 2° 14′ 57″ est |        |
| Guillaume Bottazzi                                             | Tableau de 216 m²                          | 2014      | 2014         | Degrés                                               | Passerelle Alsace       | 48° 53′ 25″ nord, 2° 14′ 52″ est |        |
| Daniel Buren                                                   | La Ronde des manches à air                 |           |              |                                                      |                         | 48° 53′ 33″ nord, 2° 14′ 14″ est |        |
| Daniel Buren                                                   | Le Carrefour aux 50 piliers                |           |              |                                                      |                         | 48° 53′ 33″ nord, 2° 14′ 12″ est |        |
| Gualtiero Busato                                               | La Fontaine du dialogue                    | 1989      | 1989         | Saisons                                              |                         | 48° 53′ 19″ nord, 2° 15′ 10″ est |        |
| Alexander Calder                                               | Araignée rouge                             | 1974      | 1976         | Axe de la Défense                                    |                         | 48° 53′ 29″ nord, 2° 14′ 30″ est |        |
| Anthony Caro                                                   | After Olympia                              | 1986-1987 | 1991         | Axe de la Défense                                    |                         | 48° 53′ 25″ nord, 2° 14′ 32″ est |        |
| Stéphane Carratero                                             | Ciel étoilé                                | 2006      | 2006         | Degrés                                               | Quatre Temps            | 48° 53′ 27″ nord, 2° 14′ 10″ est |        |
| Béatrice Casadesus                                             | Les Points de mire                         | 1981      | 1981         | Boieldieu                                            | Quatre Temps            | 48° 53′ 25″ nord, 2° 14′ 28″ est |        |
| César                                                          | Le Pouce                                   | 1965      | 1994         | Coupole - Regnault                                   |                         | 48° 53′ 37″ nord, 2° 14′ 19″ est |        |
| Léonardo Delfino                                               | Les Lieux du corps                         | 1983      | 1983         | Coupole - Regnault                                   |                         | 48° 53′ 35″ nord, 2° 14′ 31″ est |        |
| Louis Derbré                                                   | La Terre                                   | 1978      | 1978         | Reflets                                              |                         | 48° 53′ 25″ nord, 2° 14′ 50″ est |        |
| Michel Deverne                                                 | Mosaïque                                   | 1982      | 1982         | Alsace                                               |                         | 48° 53′ 25″ nord, 2° 15′ 01″ est |        |
| Michel Deverne                                                 | Rythmes                                    | 1970      | 1970         | Axe de la Défense                                    | Gare RER                | 48° 53′ 30″ nord, 2° 14′ 22″ est |        |
| Michel Deverne                                                 | Vive le vent                               | 1986      | 1986         | Coupole - Regnault                                   |                         | 48° 53′ 29″ nord, 2° 14′ 34″ est |        |
| Jean Dewasne                                                   | Fresque                                    | 1989      | 1989         | Axe de la Défense                                    | Grande Arche            | 48° 53′ 32″ nord, 2° 14′ 07″ est |        |
| Diva                                                           | Le Bestiaire fantastique                   | 2006      | 2006         | Degrés                                               | Quatre Temps            | 48° 53′ 27″ nord, 2° 14′ 17″ est |        |
| Divers                                                         | Fragments du mur de Berlin                 | 1961-1989 | 1996         | Coupole - Regnault                                   |                         | 48° 53′ 30″ nord, 2° 14′ 31″ est |        |
| Catherine Feff                                                 | Champ de coquelicots                       | 2006      | 2006         | Coupole - Regnault                                   | Tour Exaltis            | 48° 53′ 32″ nord, 2° 14′ 36″ est |        |
| Catherine Feff                                                 | La Famille cycliste                        | 2007      | 2007         | Coupole - Regnault                                   |                         | 48° 53′ 38″ nord, 2° 14′ 39″ est |        |
| Apel·les Fenosa                                                | Ophélie                                    | 1951      | 1987         | Michelet                                             |                         | 48° 53′ 20″ nord, 2° 14′ 50″ est |        |
| Paul Flury                                                     | La Connaissance                            | 2003      | 2003         | Faubourg de l'Arche                                  |                         | 48° 53′ 45″ nord, 2° 14′ 11″ est |        |
| Édouard François                                               | Cheminée végétale                          | 2004      | 2004         | Corolles                                             |                         | 48° 53′ 25″ nord, 2° 14′ 40″ est |        |
| Guy-Rachel Grataloup                                           | Les Trois Arbres                           | 1988      | 1988         | Michelet                                             |                         | 48° 53′ 20″ nord, 2° 14′ 43″ est |        |
| Ben Jakober                                                    | BC1                                        | 1989      | 1988         | Michelet                                             |                         | 48° 53′ 17″ nord, 2° 14′ 46″ est |        |
| Jozef Jankovic                                                 | Dans les traces de nos pères               | 1990      | 1990         | Reflets                                              |                         | 48° 53′ 21″ nord, 2° 14′ 49″ est |        |
| Piotr Kowalski                                                 | L'Escalier                                 | 1989      | 1989         | Degrés                                               |                         | 48° 53′ 29″ nord, 2° 14′ 11″ est |        |
| Piotr Kowalski                                                 | Place des Degrés                           | 1987-1989 | 1989         | Degrés                                               |                         | 48° 53′ 24″ nord, 2° 14′ 09″ est |        |
| Maurice Legendre                                               | Bas-relief en cuivre                       | 1969      | 1979         | Axe de la Défense                                    | Gare RER                | 48° 53′ 30″ nord, 2° 14′ 15″ est |        |
| Louis Leygue                                                   | La Fontaine des corolles                   | 1973      | 1973         | Corolles                                             |                         | 48° 53′ 27″ nord, 2° 14′ 45″ est |        |
| Lim Dong-lak                                                   | Point Growth                               | 1999      | 2006         | Axe de la Défense                                    |                         | 48° 53′ 25″ nord, 2° 14′ 33″ est |        |
| Kiko Lopez                                                     | Sculpture-lumière monumentale              | 2006      | 2006         | Degrés                                               | Quatre Temps            | 48° 53′ 28″ nord, 2° 14′ 12″ est |        |
| Hervé Mathieu-Bachelot, André Mathieu-Bachelot et André Ropion | Traits d'union                             | 1979      | 1979         | Axe de la Défense                                    | Gare RER                | 48° 53′ 29″ nord, 2° 14′ 24″ est |        |
| Hervé Mathieu-Bachelot                                         | Volutes en gerbes                          | 1981      | 1981         | Axe de la Défense                                    | Gare RER                | 48° 53′ 27″ nord, 2° 14′ 21″ est |        |
| Henri de Miller                                                | Le Somnambule                              | 1983      | 1983         | Iris                                                 |                         | 48° 53′ 21″ nord, 2° 14′ 56″ est |        |
| Joan Miró                                                      | Personnages fantastiques                   | 1976      | 1976         | Axe de la Défense                                    |                         | 48° 53′ 26″ nord, 2° 14′ 26″ est |        |
| Igor Mitoraj                                                   | Le Grand Toscano                           | 1983      | 1983         | Coupole - Regnault                                   |                         | 48° 53′ 32″ nord, 2° 14′ 30″ est |        |
| Igor Mitoraj                                                   | Icare                                      | 2001      | 1999         | Faubourg de l'Arche                                  |                         | 48° 53′ 41″ nord, 2° 14′ 15″ est |        |
| Igor Mitoraj                                                   | Ikaria                                     | 1987      | 2000         | Faubourg de l'Arche                                  |                         | 48° 53′ 43″ nord, 2° 14′ 13″ est |        |
| Igor Mitoraj                                                   | Tindaro                                    | 1997      | 1997         | Valmy                                                |                         | 48° 53′ 32″ nord, 2° 14′ 02″ est |        |
| Aiko Miyawaki                                                  | Utsurohi                                   | 1988      | 1989         | Coupole - Regnault                                   |                         | 48° 53′ 34″ nord, 2° 14′ 14″ est |        |
| Gilbert Moity                                                  | Façade de lumière                          | 2008      | 2008         | Degrés                                               |                         | 48° 53′ 26″ nord, 2° 14′ 25″ est |        |
| François Morellet                                              | La Défonce                                 | 1990      | 1990         | Axe de la Défense                                    |                         | 48° 53′ 23″ nord, 2° 14′ 37″ est |        |
| Raymond Moretti                                                | Le Monstre                                 | 1962-2005 | 1973         | Axe de La Défense                                    |                         | 48° 53′ 24″ nord, 2° 14′ 36″ est |        |
| Raymond Moretti                                                | Le Moretti                                 | 1995      | 1995         | Iris                                                 |                         | 48° 53′ 21″ nord, 2° 14′ 52″ est |        |
| Christine O'Loughlin                                           | Arc déplacé                                | 1994      | 1994         | Axe de la Défense                                    |                         | 48° 53′ 27″ nord, 2° 14′ 30″ est |        |
| Philolaos                                                      | Cheminées                                  | 1973      | 1973         | Boieldieu                                            |                         | 48° 53′ 20″ nord, 2° 14′ 20″ est |        |
| Sébastien Preschoux                                            | Slinky                                     |           |              |                                                      |                         | 48° 53′ 35″ nord, 2° 14′ 01″ est |        |
| Philolaos                                                      | Les Nymphéas                               | 1989      | 1989         | Reflets                                              |                         | 48° 53′ 23″ nord, 2° 14′ 44″ est |        |
| Philolaos                                                      | L'Oiseau mécanique                         | 1972      | 1972         | Reflets                                              |                         | 48° 53′ 24″ nord, 2° 14′ 45″ est |        |
| Raymondo Puccinelli                                            | Mémorial du retour des cendres de Napoléon | 1980      | 1980         | Saisons                                              |                         | 48° 53′ 21″ nord, 2° 15′ 14″ est |        |
| Jean-Pierre Raynaud                                            | La Carte du ciel                           | 1989      | 1989         | Axe de la Défense                                    | Grande Arche            | 48° 53′ 32″ nord, 2° 14′ 08″ est |        |
| Fabio Rieti                                                    | Anamorphose                                | 1985      | 1985         | Axe de la Défense                                    |                         | 48° 53′ 29″ nord, 2° 14′ 27″ est |        |
| Fabio Rieti                                                    | Le Visage                                  | 1985      | 1985         | Axe de la Défense                                    |                         | 48° 53′ 28″ nord, 2° 14′ 27″ est |        |
| Sylvie Sandjian                                                | M (Incrustations)                          | 1999      | 1999         | Axe de la Défense                                    | La Jetée                | 48° 53′ 35″ nord, 2° 14′ 03″ est |        |
| Shelomo Selinger                                               | La Danse                                   | 1983      | 1983         | Axe de la Défense                                    |                         | 48° 53′ 21″ nord, 2° 14′ 46″ est |        |
| Richard Serra                                                  | Slat                                       | 1983      | 2008         | Faubourg de l'Arche                                  |                         | 48° 53′ 37″ nord, 2° 14′ 08″ est |        |
| Julio Silva                                                    | Dame Lune                                  | 1977      | 1977         | Villon                                               |                         | 48° 53′ 22″ nord, 2° 14′ 32″ est |        |
| France Siptrott et Hughes Siptrott                             | Les Hommes de la cité                      | 1995      | 1995         | Axe de la Défense                                    |                         | 48° 53′ 19″ nord, 2° 14′ 58″ est |        |
| Takis                                                          | Le Bassin                                  | 1988      | 1988         | Axe de la Défense                                    | Esplanade de la Défense | 48° 53′ 17″ nord, 2° 15′ 01″ est |        |
| Takis                                                          | Signaux lumineux                           | 1990      | 1990         | Axe de la Défense                                    |                         | 48° 53′ 35″ nord, 2° 14′ 06″ est |        |
| Claude Torricini                                               | Colonne Oiseau                             | 1980      | 1980         | Degrés                                               | Quatre Temps            | 48° 53′ 25″ nord, 2° 14′ 22″ est |        |
| Claude Torricini                                               | La Fontaine à boire                        | 1987      | 1987         | Michelet                                             |                         | 48° 53′ 20″ nord, 2° 14′ 50″ est |        |
| Philippe Ughetto                                               | Jardin aromatique                          | 2006      | 2006         | Degrés                                               | Quatre Temps            | 48° 53′ 27″ nord, 2° 14′ 11″ est |        |
| Bernar Venet                                                   | Doubles lignes indéterminées               | 1988      | 1988         | Michelet                                             |                         | 48° 53′ 17″ nord, 2° 14′ 49″ est |        |
| Emily Young                                                    | Les Quatre Têtes                           | 2002      | 2002         | Faubourg de l'Arche                                  | Triangle de l'Arche     | 48° 53′ 39″ nord, 2° 14′ 11″ est |        |

### Œuvres supprimées
Les œuvres suivantes ont été supprimées [pourquoi ?]
| Artiste         | Œuvre   | Création | Localisation |
| --------------- | ------- | -------- | ------------ |
| Claude Lhoste   | L'Envol | ?        | Quatre Temps |
| Raymond Moretti | Pendule | ?        | Quatre Temps |

L'ensemble des photographies des œuvres d'art présentes sur le quartier de La Défense est consultable sur le site web de Defacto.